# Qin'an
Qin'an, tidigare stavat Tsinan, är ett härad i Tianshuis stad på prefekturnivå i provinsen Gansu i nordvästra Kina. Det ligger omkring 210 kilometer sydost om provinshuvudstaden Lanzhou. 
Qin'an är indelat i 17 köpingar (zhen).
- Anfu (安伏镇)
- Guojia (郭嘉镇)
- Lianhua (莲花镇)
- Liuping (刘坪镇)
- Longcheng (陇城镇)
- Qianhu (千户镇)
- Wangpu (王铺镇)
- Wangyao (王窑镇)
- Wangyin (王尹镇)
- Weidian (魏店镇)
- Wuying (五营镇)
- Xichuan (西川镇)
- Xingfeng (兴丰镇)
- Xingguo (兴国镇)
- Yebao (叶堡镇)
- Yunshan (云山镇)
- Zhongshan (中山镇)